# Tipula (Lunatipula) macropeliostigma
Tipula (Lunatipula) macropeliostigma is een tweevleugelige uit de familie langpootmuggen (Tipulidae). De soort komt voor in het Palearctisch gebied.